# 4 Armia Ogólnowojskowa WP (1955–1990)
4 Armia Ogólnowojskowa Wojska Polskiego (4 A) – związek operacyjny Sił Zbrojnych PRL
4 Armia miała być formowana na wypadek wojny ze składu dowództwa i jednostek Warszawskiego Okręgu Wojskowego. Stanowiła ona jedną z trzech armii ogólnowojskowych Frontu Polskiego wydzielanego przez Wojsko Polskie w skład Zjednoczonych Sił Zbrojnych Układu Warszawskiego. 
4 A utworzono na mocy uzgodnień pomiędzy rządami ZSRR i PRL ze stycznia 1955 r. Jej sformowanie ujęto w Planie mobilizacyjnym PM-58, a potem w kolejnych wersjach planów mobilizacyjnych. Dowództwo 4 A istniało do kwietnia 1990, kiedy to zastąpiono je dowództwem 3 Korpusu Zmechanizowanego czasu "W". Skład bojowy korpusu był zbliżony do wcześniejszego składu 4 A.

## Skład armii (1985)
- Dowództwo 4 Armii
- 1 Dywizja Zmechanizowana
- 3 Dywizja Zmechanizowana
- 9 Dywizja Zmechanizowana
- 48 Kompania Specjalna
- 32 Brygada Rakiet Operacyjno-Taktycznych
- 1 Brygada Artylerii Armat
- 126 Pułk Artylerii Przeciwpancernej
- 21 Armijna Polowa Techniczna Baza Rakietowa
- 2 Warszawska Brygada Saperów
- 2 Pułk Pontonowy
- 15 Pułk Drogowo-Mostowy
- 3 Brygada Chemiczna
- 4 Pułk Zabezpieczenia
- 9 Pułk Łączności
- 13 Pułk Radioliniowo-Kablowy
- 15 Batalion Rozpoznania Radioelektronicznego
- 34 Batalion Radiotechniczny
- 14 Armijna Baza Remontowa

Stan osobowy i uzbrojenie
Armia liczyła etatowo 64700 żołnierzy. Jej podstawowe uzbrojenie stanowiło: 626 czołgów T-55, 41 bojowych wozów piechoty BWP-1, 437 transporterów opancerzonych SKOT i 220 rozpoznawczych samochodów opancerzonych BRDM-2.

## Dowódcy
Dowódcami 4 Armii byli dowódcy Warszawskiego Okręgu Wojskowego
- gen. bryg. Franciszek Andrijewski (1953-1956)
- gen. dyw. Józef Kuropieska (1956-1964)
- gen. dyw. Czesław Waryszak (1964-1968)
- gen. dyw. Zygmunt Huszcza (1968-1972)
- gen bryg Michał Stryga (1972) p.o.
- gen. dyw. Włodzimierz Oliwa (1972-1983)
- gen. dyw. Jerzy Skalski (1983-1987)
- gen. dyw. Jan Kuriata (1987-1989)
- gen dyw. Zdzisław Stelmaszuk (1989-1990
- gen. bryg. Leon Komornicki (1990-1992)